# بریلوی
بَریلْوی (به اردو: بریلوی) فرقه‌ای صوفی‌مشرب است که در دوران استعمار بریتانیا در هند پیدا شد، این فرقه در دوستی و تقدیس پیامبران و اولیاء، خصوصاً محمد افراط و زیاد روی می‌نمایند، و به آنان صفاتی را نسبت می‌دهند که وی را از بشر بودن بالاتر می‌برد.

## تأسیس و افراد سرشناس
مؤسس این گروه أحمدرضا خان پسر تقی علی خان (۱۲۷۲–۱۳۴۰ه) (۱۸۶۵–۱۹۲۱م) می‌باشد، که خود را عبدالمصطفی نامگذاری کرده بود، در شهر بریلی، ایالت اتراپرادش هندوستان متولد شده.
سال ۱۲۹۵ه به زیارت مکه رفت و آنجا نزد بعضی شیوخ درس خواند، وی خیلی لاغر، تند مزاج، عصبانی، بدزبان و گرفتار بیماری‌های مزمن بود، از جملهٔ کتاب‌های مشهورش: «أنباء المصطفی»، «خالص الاعتقاد»، «دوام العیش»، «الأمن و العلی لناعتی المصطفی»، «مرجع الغیب»، «الملفوظات» و دیوان شعری به نام «حدائق بخشش» است.
در وصیتش آمده که اگر با نزدیکان و خویشاوندان همراه با فاتحه هر هفته دو یا سه بار فرستادن این اشیاء میسر شد، بفرستید: شیر خشک، گل ریانی، کباب شامی، نان با روغ ن، سرشیر، فرینی، عدس، برنج با زنجبیل، آب سیب، آب انار، و بستنی، این وصیت در میان پیروانش تا امروز عملی و اجرا می‌شود.
دیدار علی بریلوی: سال ۱۲۷۰ه در نواب پور ایالت الور به دنیا آمد، و در اکتبر ۱۹۳۵م وفات نمود، از جملهٔ تألیفاتش: (تفسیر میزان الادیان) و (علامات الوهابیة) است.
نعیم الدین مرادآبادی (۱۳۰۰–۱۳۶۷ه) = (۱۸۸۳–۱۹۴۸م)، وی مدرسه‌ای داشت به نام «الجامعة النعیمیة» لقبش صدر الافاضل است، از جملهٔ کتاب‌هایش: «الکلمة العلیا» و «فی عقیدة علم الغیب» است.
أمجد علی پسر جمال الدین فرزند خدابخش: در کهوسی متولد شد، و از مدرسه الحنفیه جونبور ۱۳۲۰ه فارغ‌التحصیل گردید، سال (۱۳۶۸ه) مطابق ب (۱۹۴۸م) در گذشت، وی کتابی دارد به نام «بهار شریعت».
حشمت علی خان: در لکهنو به دنیا آمد، از دروس خویش سال ۱۳۴۰ه فارغ-التحصیل گردید، و خود را «سگ احمد رضاخان» می‌نامید و به این نام افتخار می‌کرد، همچنان ملقب به «غیظ المنافقین» بود، و کتابی دارد به نام «تجانب أهل السنة»، سال (۱۳۸۰ه) درگذشت.
أحمد یارخان (۱۹۰۶–۱۹۷۱م)، خیلی متعصب بود، از جملهٔ مؤلفاتش: «جاء الحق وزهق الباطل» و «سلطنت مصطفی» است.

## نگارخانه

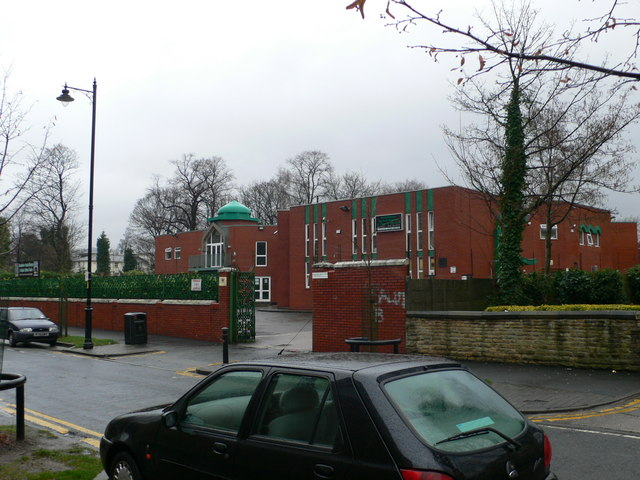
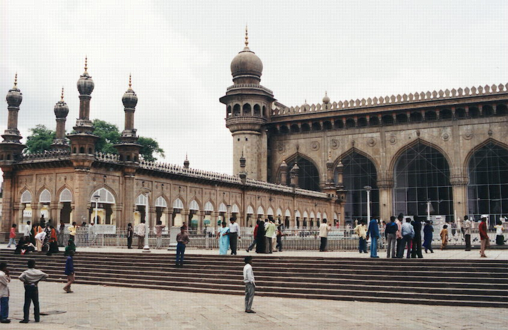
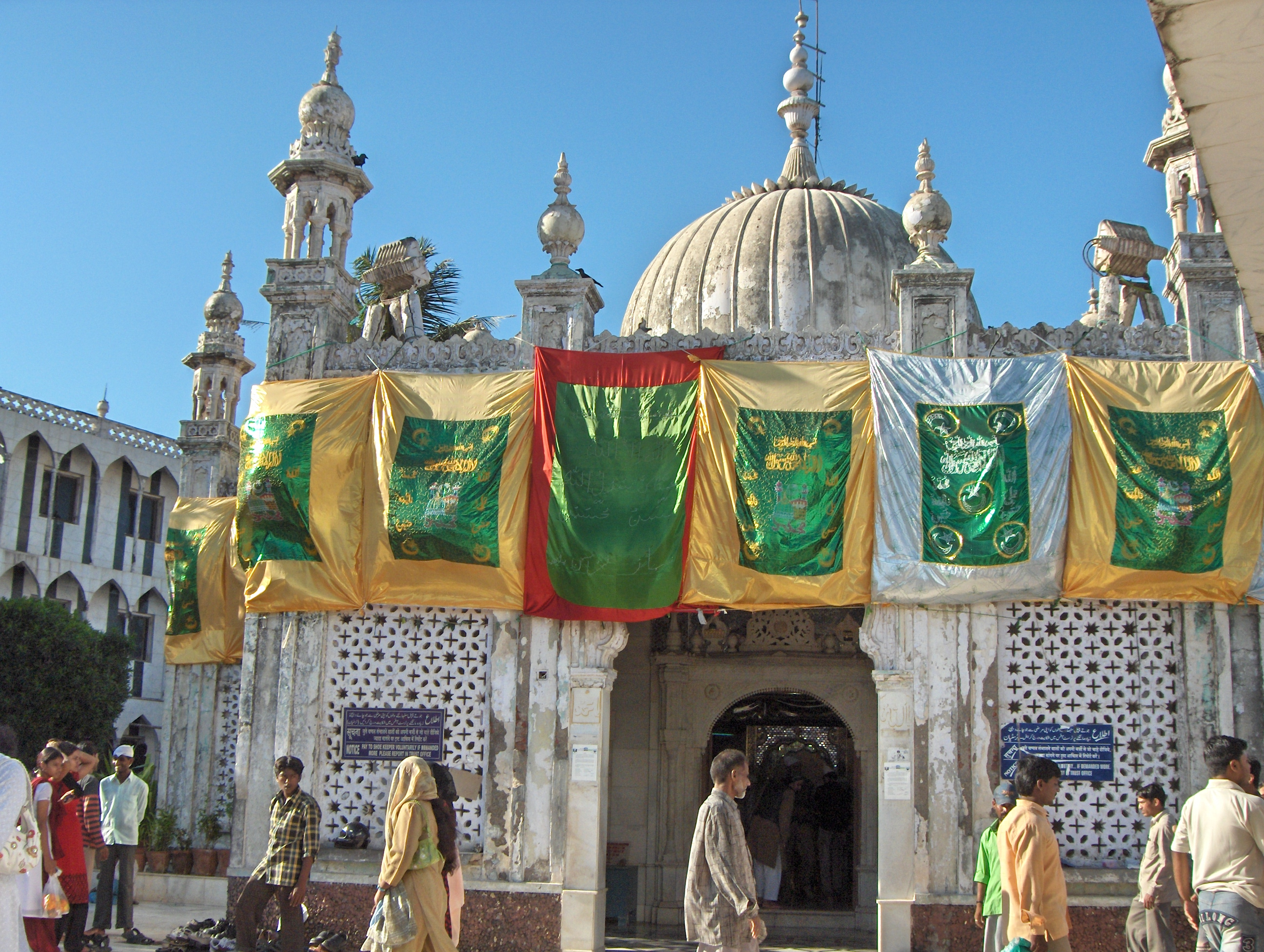
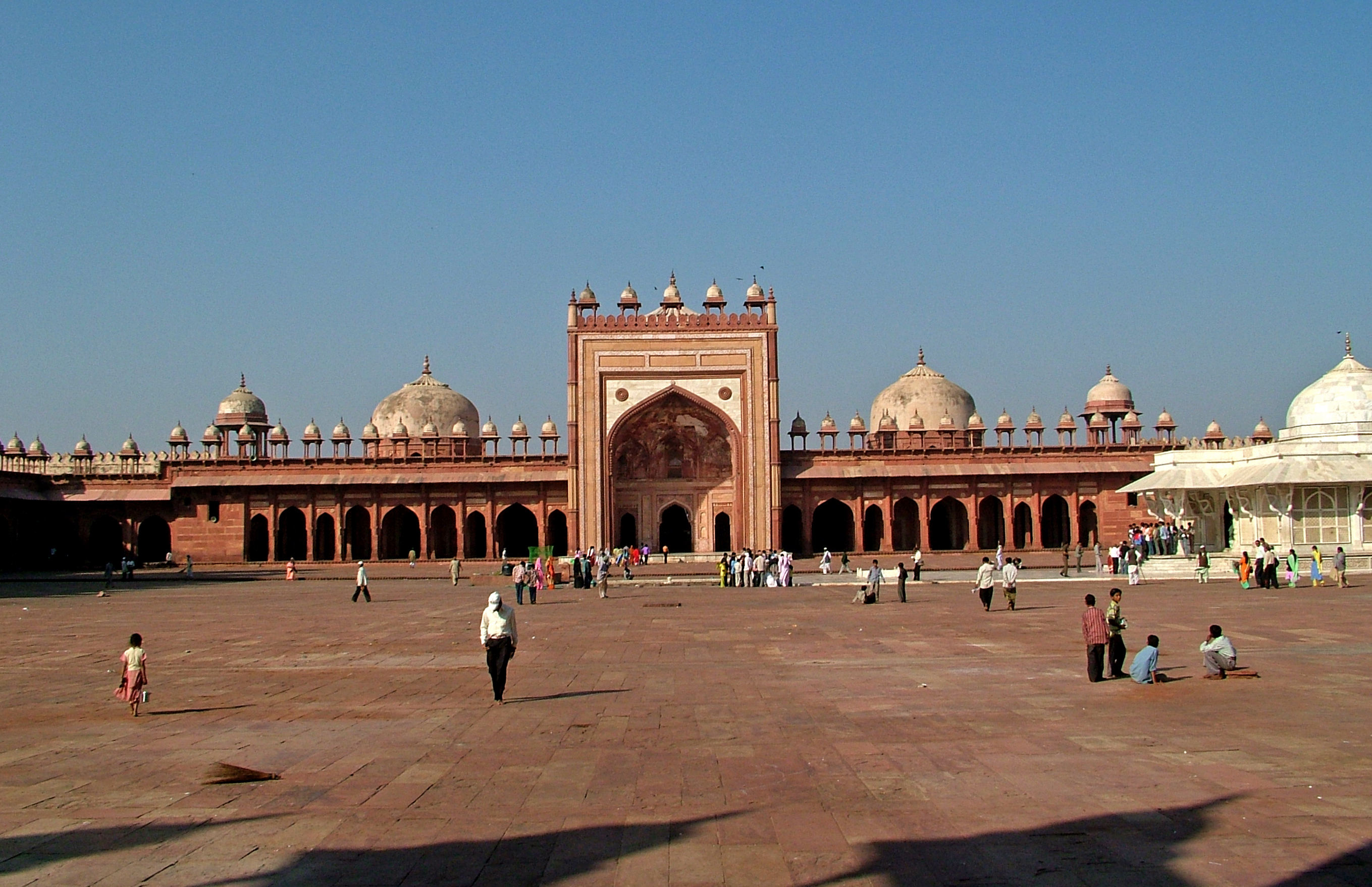
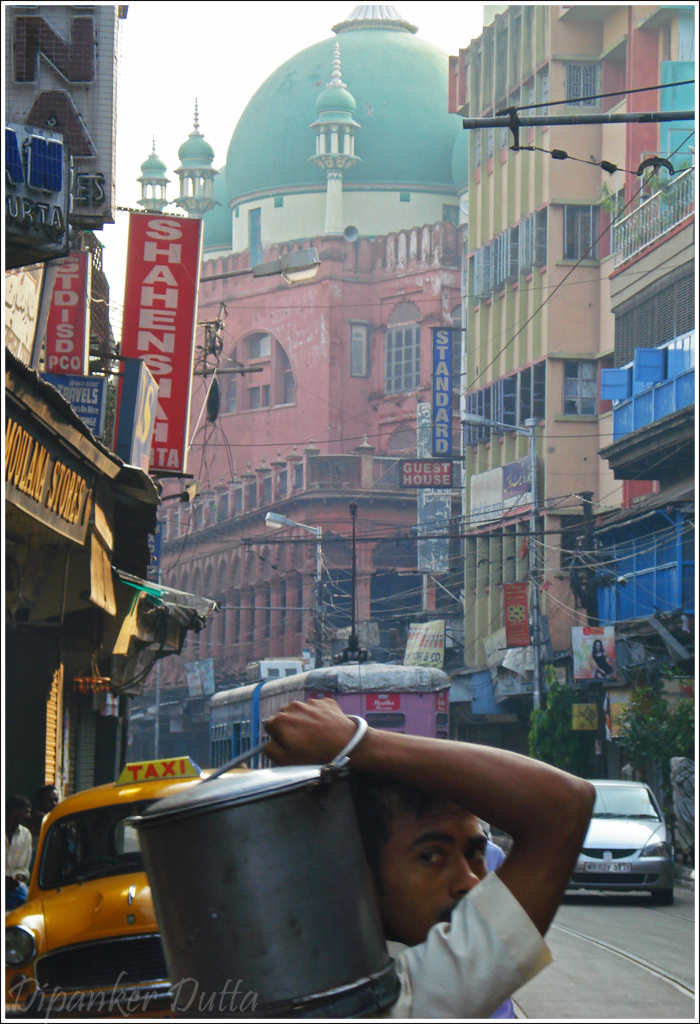
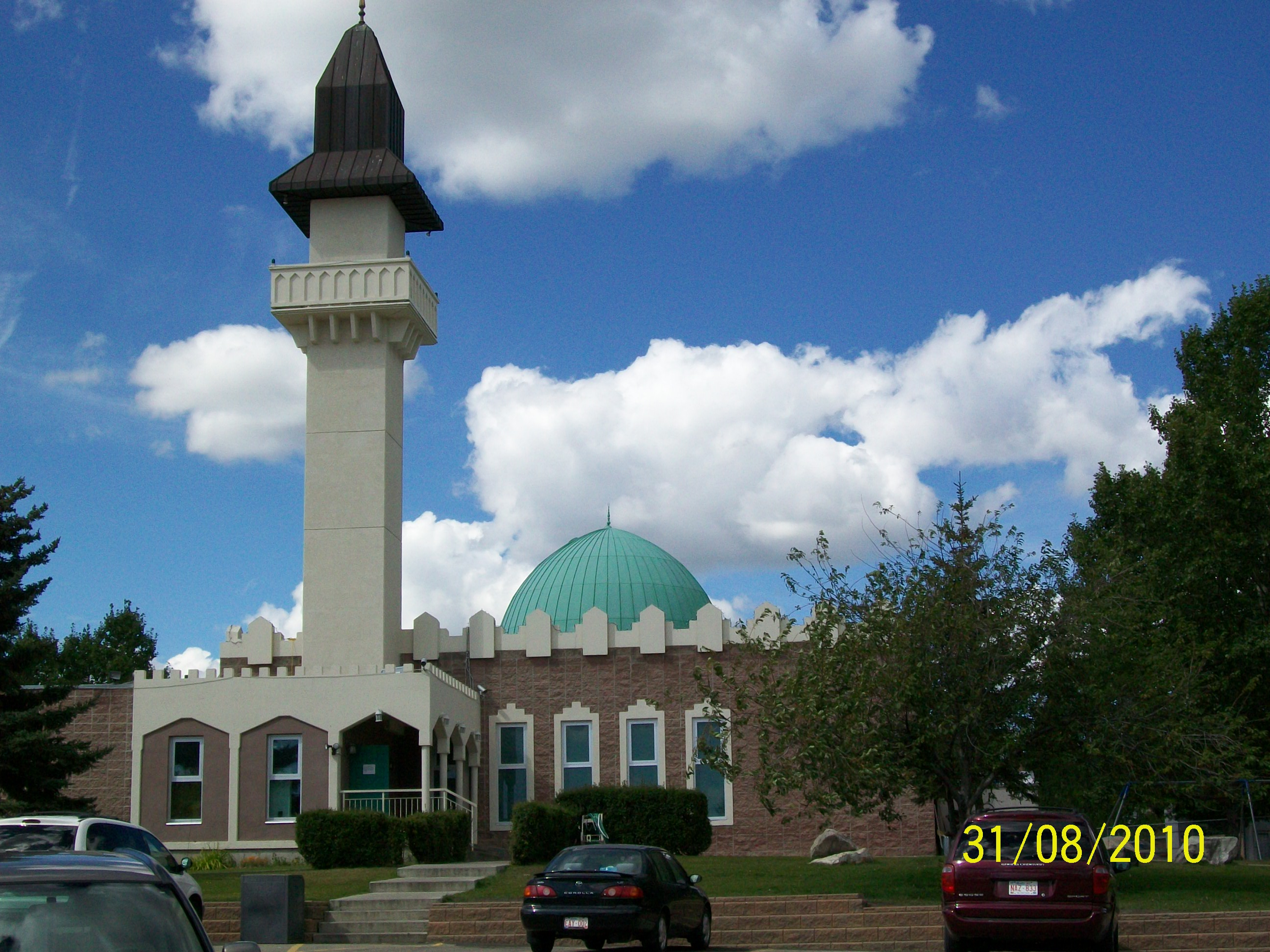
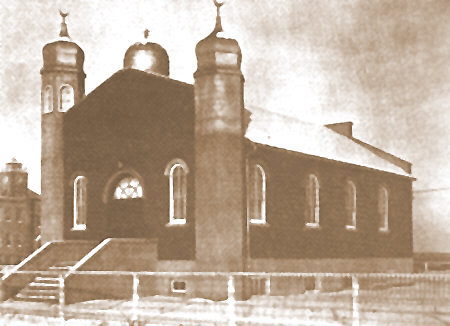
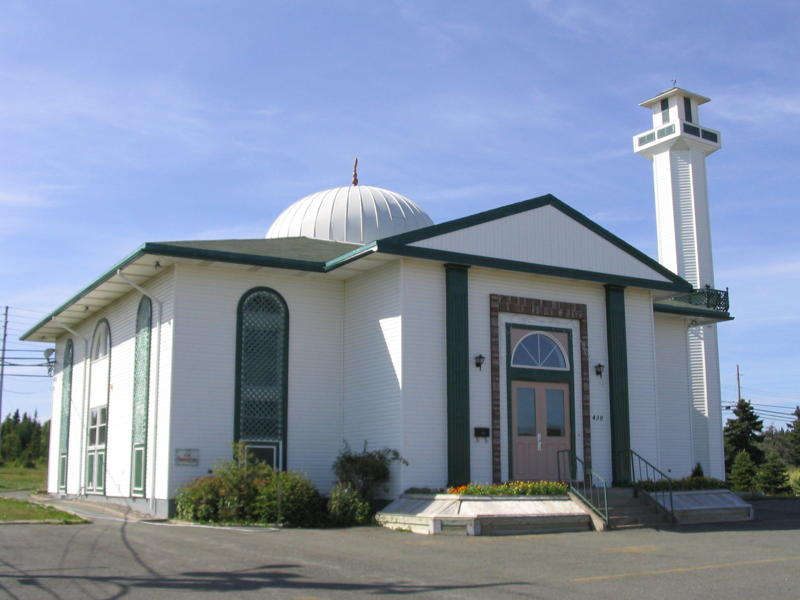
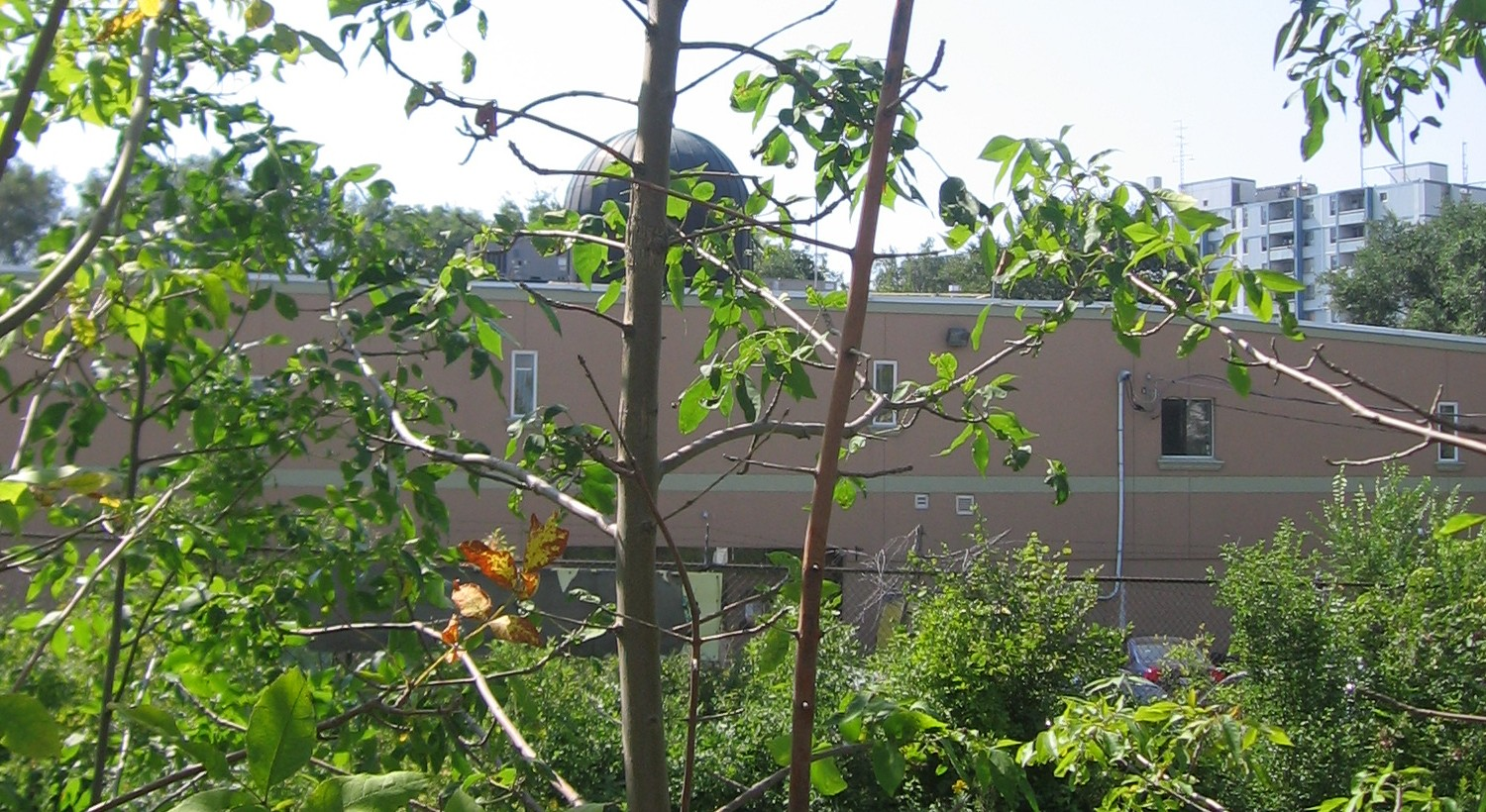
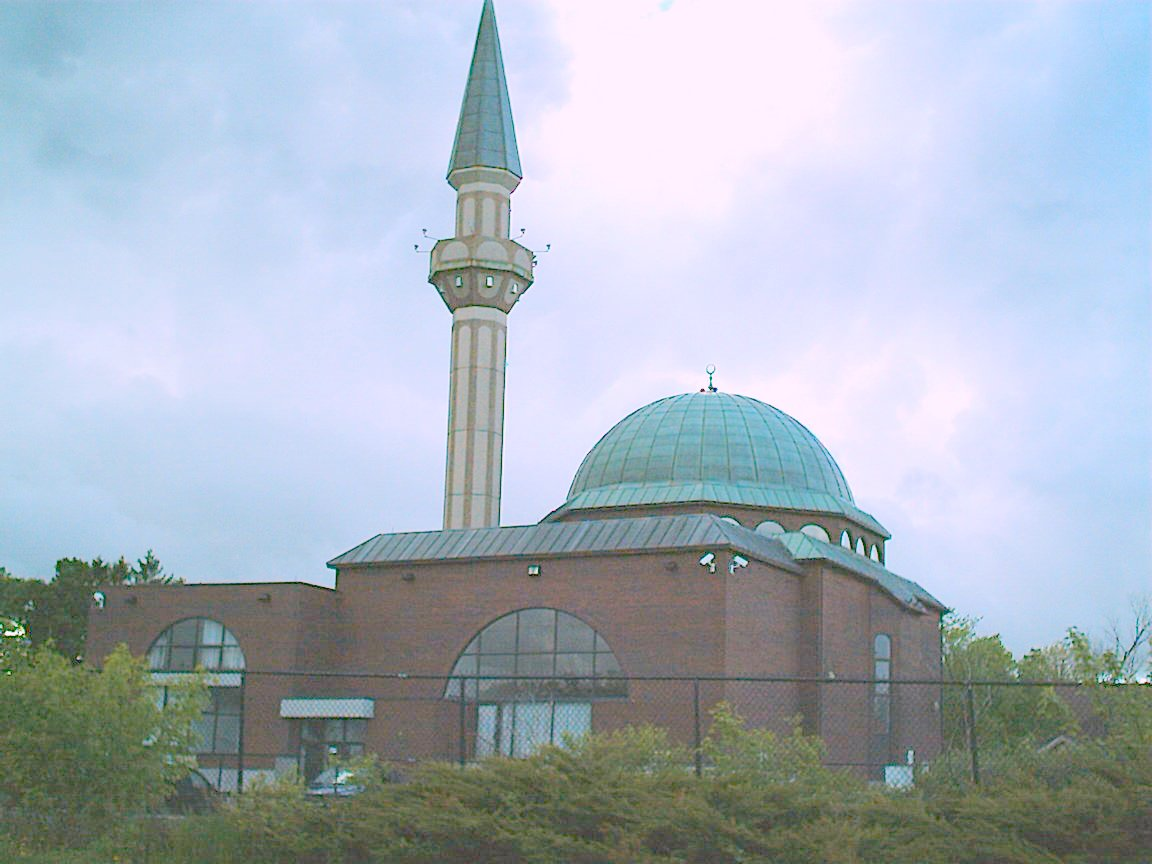

## افکار و اعتقادات
افراد این طایفه معتقداند که پیامبر اسلام دارای قدرتی از جانب خداوند است که با اذن او توانایی حکم فرمایی بر کاینات را دارد.
امجد علی می‌گوید: پیامبر نائب مطلق الله سبحانه و تعالی است، همه عالم تحت تصرف و در اختیار وی می‌باشد، هرچه بخواهد می‌کند، هرچیز به هرکس بخواهد می‌دهد، و هرچه بخواهد می‌گیرد، و هیچ‌کسی در عالم وجود ندارد که حکم و خواسته و اراده اش را تغییر دهد، سردار انسان‌هاست، کسی که وی را مالک خود نمی‌داند از حلاوت و شیرینی سنت محروم است.
برای محمد و أولیاء بعد از وی قدرت تصرف و تغییرات در کاینات موجود است، أحمد رضاخان می‌گوید: «یاغوث (یعنی یا عبد القادر جیلانی) قدرت «کن» برای محمد از جانب پروردگارش حاصل، برای تو از جانب محمد حاصل است، و همهٔ آنچه از تو ظاهر می‌شود دلالت به قدرت و توانایی تو بر تصرف می‌کند، و دلالت بر این می‌نماید که فاعل حقیقی در پشت حجاب تو هستی»
همچنان در توصیف نمودن پیامبر صلی الله علیه وآله و صحبه و سلم به اوصافی که مشهود است منتسب نموده‌و وی را عالم الغیب می‌دانند، احمد رضاخان در کتاب خالص الاعتقاد ص۳۳ می‌گوید: «الله تبارک و تعالی برای صاحب قرآن سیدنا و مولانا محمد همهٔ آنچه در لوح محفوظ است داده بود».
تصور می‌کنند که پیامبر صلی الله علیه وآله و صحبه و سلم و اولیاء آنچه را الله علمش را به خود تخصیص داده‌است می‌دانند، احمد رضاخان در خالص الاعتقاد ص ۵۳–۵۴ می‌گوید: «برای پیامبر هیچ چیزی از امور پنجگانه که خداوند در آیات شریفه ذکر نموده پوشیده و پنهان نیست، چگونه بر وی پوشیده بماند در حالیکه قطب‌های هفتگانه امت شریف وی آن چیزها را می‌دانند، در حالیکه قطب‌ها پایین‌تر از غوث‌اند، چه برسد به سید اولین و آخرین که وی سبب وجود همه چیز و از وی همه چیز است».
نزد شان عقیده‌ای وجود دارد به نام «عقیدة الشهود» یعنی به عقیدهٔ آنان پیامبر در هر زمان و مکان حاضر است و بر افعال و کردار مخلوق ناظر می‌باشد، احمد یارخان در کتاب «جاء الحق» ۱/۱۶۰ می‌گوید: «معنی شرعی حاضر و ناظر آنست که صاحب قوه قدسیه می‌تواند از همان‌جا که است تمام عالم را همانند کف دست خود ببیند، و آوازها را از دور و نزدیک بشنود، و در یک لحظه در گرداگرد عالم چرخ بزند، بیچارگان را کمک کند، دعاء کنندگان را اجابت نماید».
احمد سعید مؤلف کتاب «تسکین الخواطر» ص۸۵ می‌گوید: «هیچ مکانی نیست که رسول‌الله صلی الله علیه وآله و صحبه و سلم در آنجا موجود نباشد [بلکه در هر زمان و هر مکان موجود است]».
صفت حاضر و ناظر را برای اشخاص دیگری نیز ثابت می‌نمایند، به‌طور مثال به خود أحمد رضاخان، در کتاب خود (انوار رضا) ص ۲۴۶ می‌گوید: احمد بری لوی زنده و موجود بوده در میان ما می‌باشد، به ما کمک می‌کند، و به فریاد ما می‌رسد».
بشر بودن پیامبر را منکرنیستند و او را جسمی که دارای انواری از الله عزوجل می‌شمارند.
احمد یارخان در کتاب خود «مواعظ نعیمیه» ص ۱۴ می‌گوید: رسول نوری از انوار الله است، و همه مخلوقات دیگر از نور وی هستند، احمد رضاخان در اشعار خود می‌گوید: «وقتیکه نور الهی حلول کرده در صورت بشر نباشد این گِل و آب چه ارزش دارد».
پیروان خویش را به استغاثه و فریادرسی خواستن از انبیاء و اولیاء تشویق می‌کنند، و کسی که این کارشان را انکار کند وی را متهم به الحاد و بی‌دینی می‌کنند، امجدعلی در کتاب خود «بهار شریعت» ۱/۱۲۲ می‌گوید: «کسانیکه منکر کمک و یاری خواستن از انبیاء و اولیاء و قبرهای شان هستند، آنان ملحداند».
قائل به اسقاط‌اند، و آن صدقه‌ای است که از جانب میت، به همان مقدار که نماز، روزه، و غیره را ترک کرده باشد داده می‌شود، مقدار صدقه: در مقابل هر نماز یا روزهٔ یک روزه که میت آن را ترک کرده باشد به اندازهٔ صدقهٔ فطر است، گاهی در این کار دست به حیله می‌زنند، اول مقداری را که یکساله کفارهٔ نماز و روزه‌اش شود توزیع می‌نمایند، بعد دوباره آن را به‌طور بخشش پس می‌گیرند و باردیگر به توزیعش می‌پردازند، و این عمل را به اندازهٔ سال‌هایی که آن شخص این فریضه را ترک کرده باشد تکرار می‌کنند.
بعرس‌ها: مراد از عرس زیارت قبور به‌طور دست جمعی، و اجتماع بر سر آنان می‌باشد، مثل عرس شیخ شاه وارث، در شهر (دیوه)، عرس خواجه معین الدین چشتی، که در آن میلیون‌ها انسان جمع می‌شوند، وبه زیارت می‌پردازند.
شیخ الإسلام ابن تیمیه را نیزتکفیر نموده وی را مختل و فاسد العقل می‌گویند، با وی شاگردش ابن قیم را نیز همراه می‌سازند.
در روی زمین در ظاهر و باطن آن دشمنی برای آنان بدتر وشدیدتر از شیخ محمد بن عبد الوهاب یافت نمی‌شود وی به کفر و بدترین تهمت‌ها متهم است.

## ریشه‌های فکری و اعتقادی
این فرقه در اصل در زمرهٔ اهل سنت، و ملتزم به مذهب احناف هستند، لیکن عقاید خویش را با عقاید دیگری خلط و آمیخته نموده‌اند که آن عقاید برگرفته از مسیحیت است، مثل جشن گرفتن روز ولادت پیامبر، که آن به تقلید از جشن‌هایی است که در اول سال میلادی از طرف مسیحیان برگزار می‌شود، و شخصیت پیامبر را بالا می‌برند تا با خرافاتی که به شخصیت عیسی نسبت داده شده برابر شود.
چون ایشان در قارهٔ هند زندگی می‌کنند، و در قارهٔ هند ادیان مختلف وجود دارد، بنابراین عقایدی از هندوها و بوداییها را گرفته با عقاید اسلامی درهم آمیخته‌اند.
به پیامبر و اولیاء صفاتی را نسبت می‌دهند که مشابه به صفاتی است که شیعیان آن را به امامان معصو خویش نسبت می‌دهند.
عقاید صوفیان غالی و قبرپرستان و شرکیات شان نیز به این فرقه منتقل شده، همچنین افکارشان دربارهٔ حلول، وحدت الوجود و اتحاد نیز به این‌ها منتقل گردیده و این امور بخشی از عقیده‌شان گردیده‌است.

## انتقاداتی که بر آن‌ها وارد می‌شود
- افراط و غلو شدید در شخصیت پیامبر و سایر انبیاء علیهم السلام، و یکی کردن آن به عقاید مشرکین.
- ساقط کردن فریضهٔ حج.
- دوری شان از حق در تاخت و تاز و افتراآت شان بر بر علما و بر هرکس دیگری که دعوت به سوی توحید خالص می‌نمایند.
- سرعت و بیباکی شان در تکفیر مسلمانان به مجرد مخالف بودن آنان در نظریه.
- کوشش همیشگی شان در متفرق ساختن وحدت مسلمانان و تضعیف قدرت شان.
- به رغم آنچه گذشت این فرقه به کسانی نیاز دارد که راه را برای شان روشن سازند، و از چشمان پیروان این فرقه پرده‌های جهل و خرافات را دور نمایند، تا در جادهٔ مستقیم قرار گیرند.

## انتشار و جاهای نفوذ
این فرقه از بریلی ایالت اوتراپرادش برخاست و در همه قارهٔ هند (هند و پاکستان) منتشر گردید.
در بریتانیا نیز وجود دارند.